# Čchin-ling
Čchin-ling nebo Qin Ling (čínsky 秦岭, pinyin Qín Líng, český přepis Čchin-ling) čili „Čchinský hřeben“ je výrazné horské pásmo, které přetíná jižní cíp čínské provincie Šen-si a zasahuje i do sousedních provincií Kan-su na západě a Che-nan a Chu-pej na východě. Čchin-ling tvoří přírodní předěl mezi severní a jižní Čínou. Je také důležitým rozvodím mezi Žlutou a Dlouhou řekou.
Pásmo se táhne jižně od Žluté řeky a zejména jejího přítoku Wej, jejíž údolí bylo dávným centrem čínské civilizace s hlavním městem Si-an. Na západě plynule navazuje na Čchuan-ling (Chuan Ling) a další pohoří, která lemují severní okraj Tibetské plošiny. Na východě se větví na nižší hřebeny Siung-er-šan (Xiong'er Shan) a Fu-niou-šan (Fu Niu Shan), které přecházejí do Severočínské nížiny. Na jihu ho údolí řeky Chan-šuej (Han Shui) odděluje od pohoří Ta-pa-šan (Da Ba Shan).
Nejvyšší horou pohoří je Tchaj-paj-šan (太白山, Taibaishan, 3767 m) asi 100 km západně od Si-anu. Dalšími významnými vrcholy jsou Chua-šan (华山, Huashan, 2155 m), Li-šan (骊山, Lishan, 1302 m) a Maj-ťi-šan (麦积山, Maijishan, 1742 m).

Čchin-ling dělí Čínskou tabuli na severní Sinijský štít a jižní Jihočínský masív. Sinijský štít se vytvořil ve svrchním proterozoiku a po dlouhou dobu byl souší. Jihočínský masív byl až do konce triasu mořským dnem. Během křídy došlo v Čínské tabuli k posunům a rozpadu na jednotlivé bloky. Podél zlomů mezi nimi vznikla pohoří. Čchin-ling je hercynského stáří.

Pohoří Čchin-ling
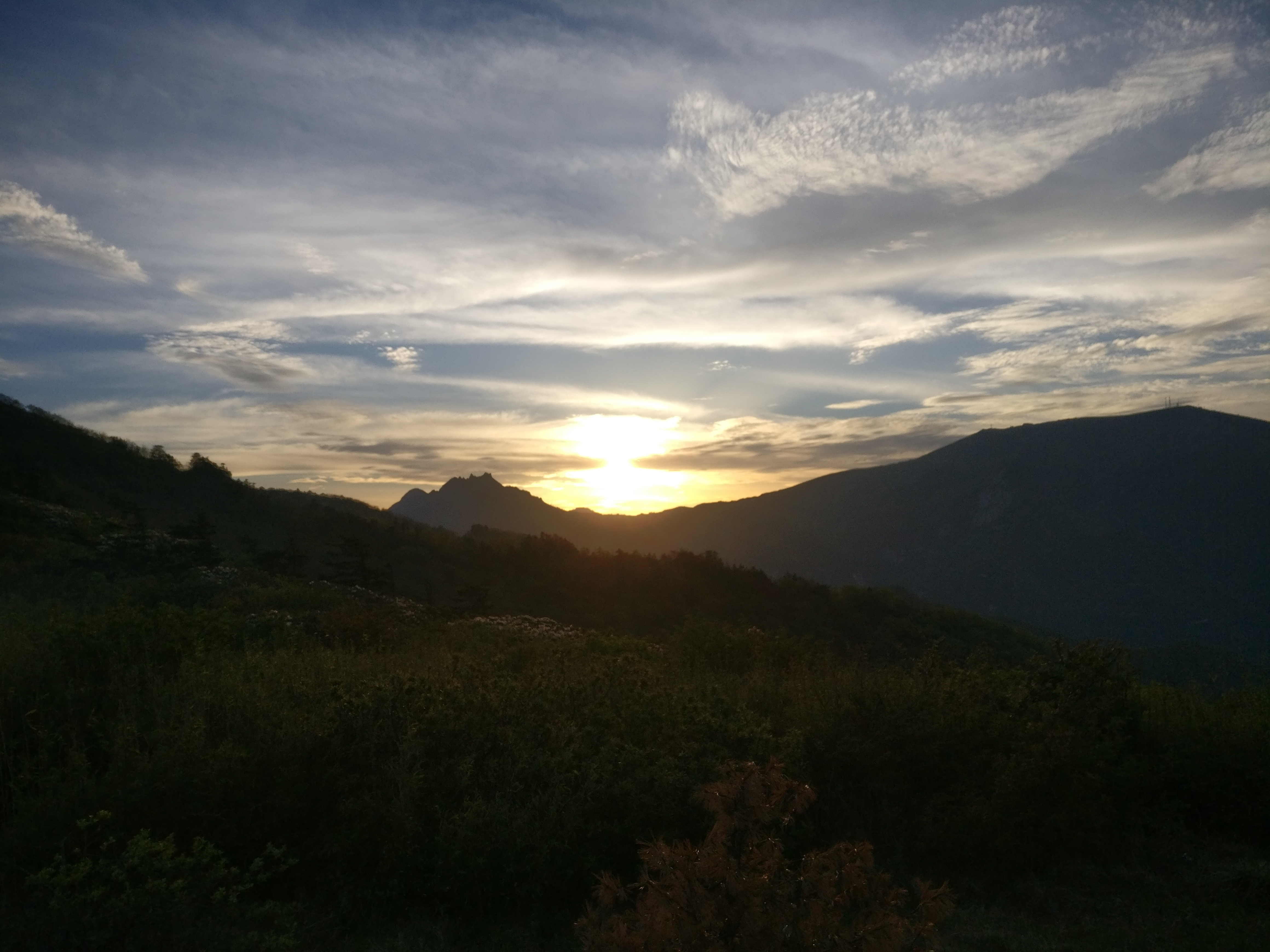
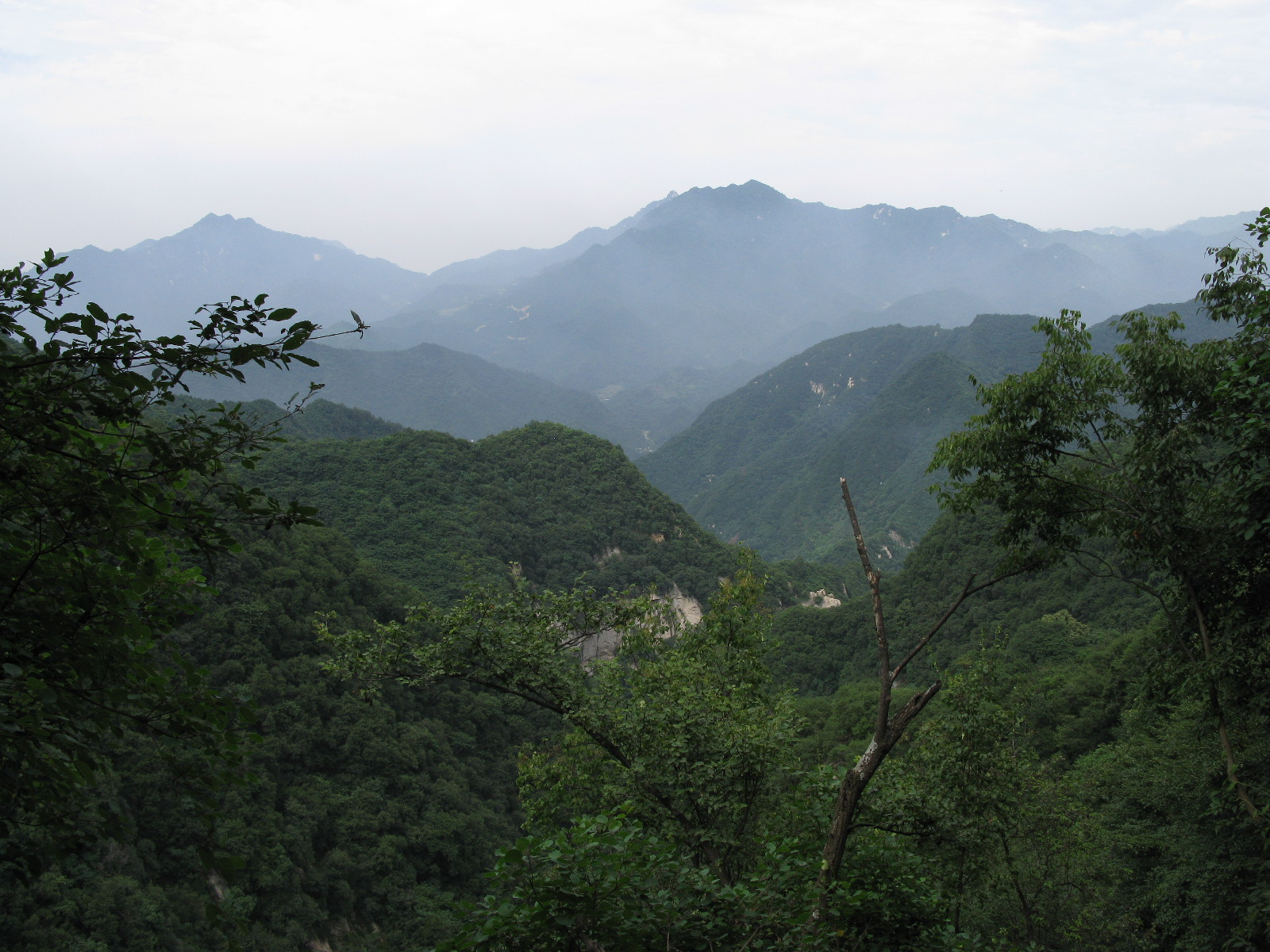
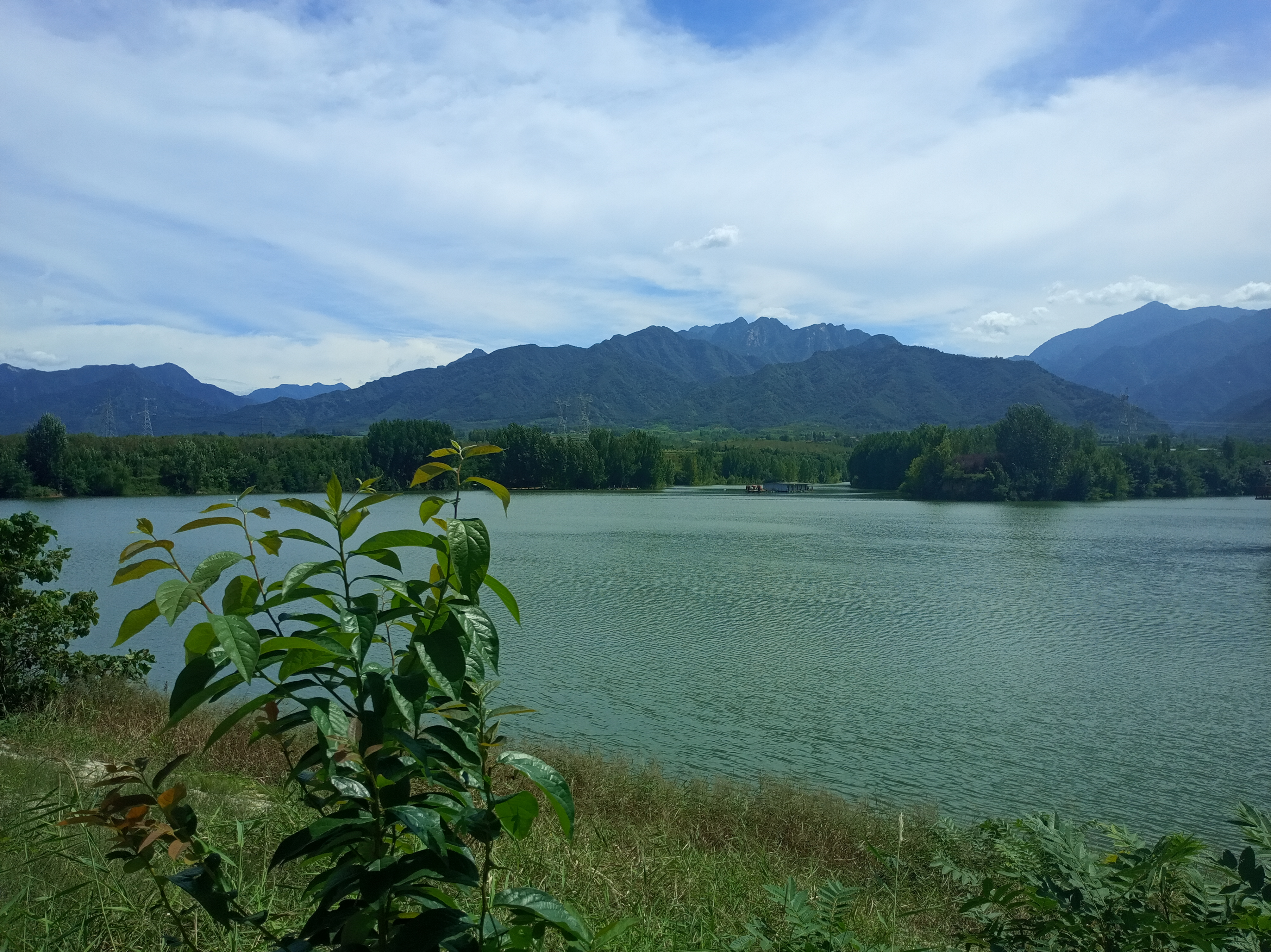
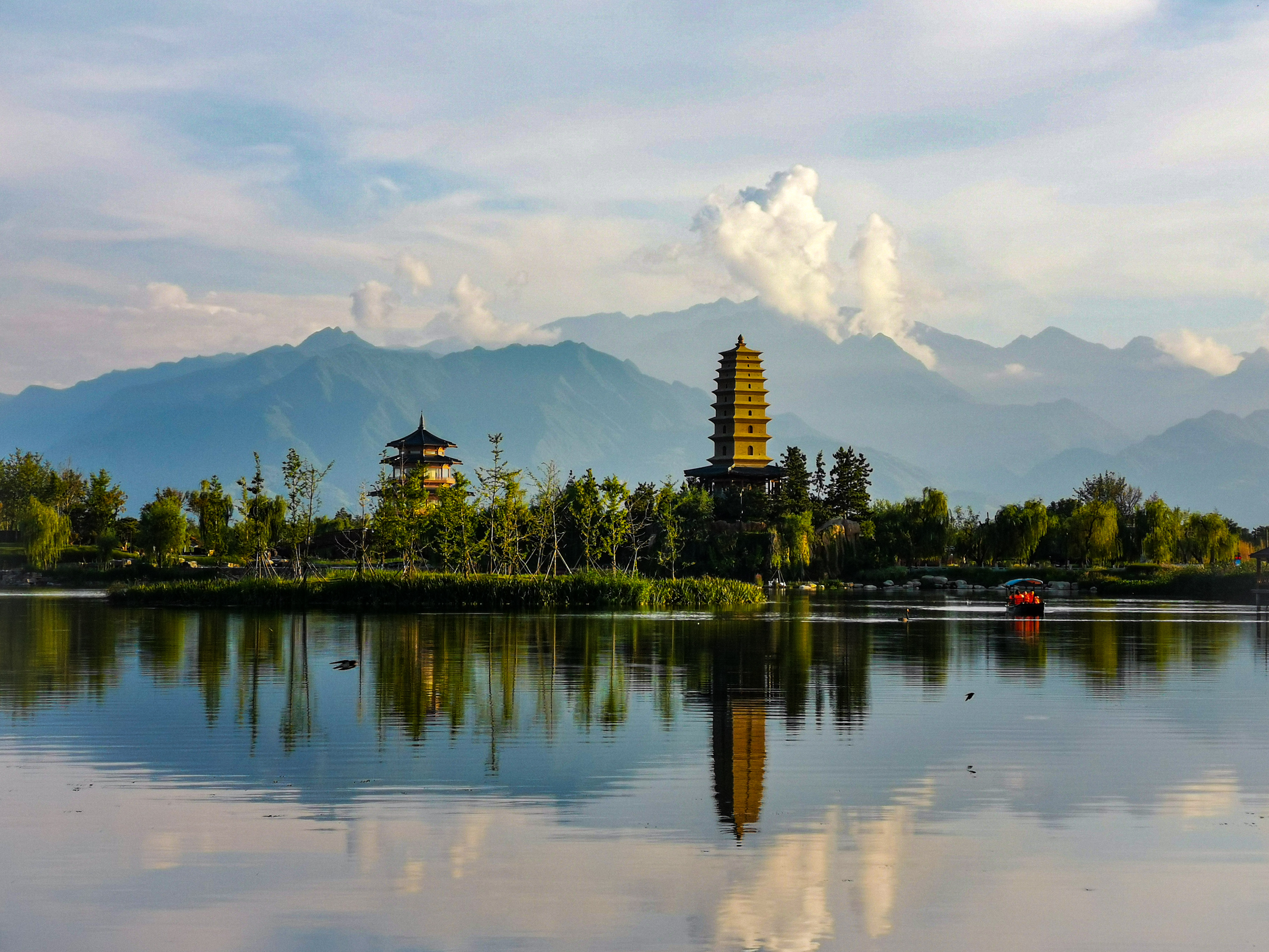
Jezero Mej-pej a Čchin-ling v pozadí
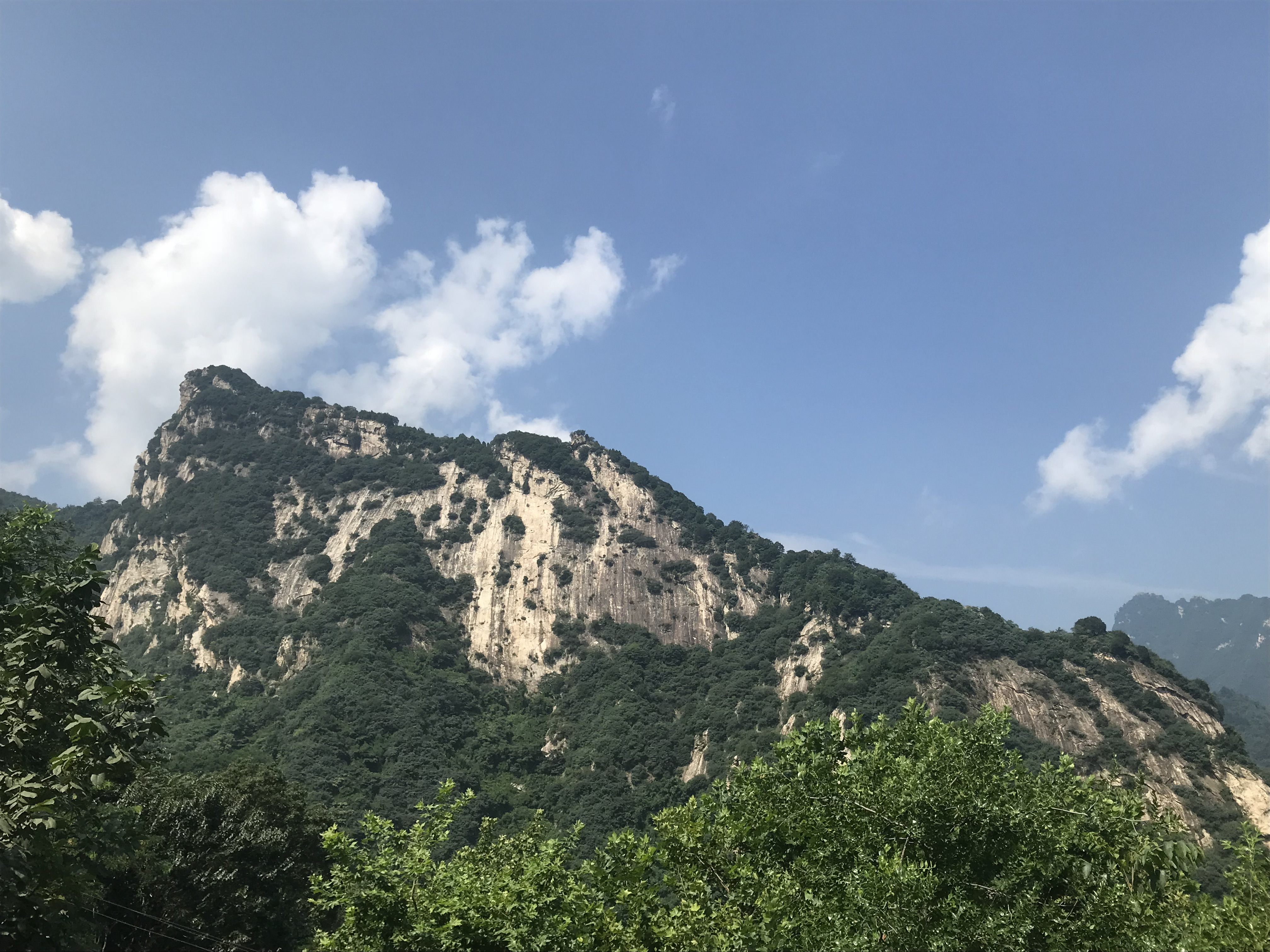
Hora Cchaj-chua poblíž Si-anu

## Zbraně hromadného ničení
Čínská lidová osvobozenecká armáda uchovává většinu svých jaderných hlavic v centrálních skladech v pohoří Čchin-ling, aby zajistila jejich přežití v případě válečného konfliktu a možnost použít je při odplatném úderu.